# Луковец (Житомирская область)
Луковец (укр. Луковець) — село на Украине, находится в Хорошевском районе Житомирской области.
Население по переписи 2001 года составляет 184 человека. Почтовый индекс — 12111. Телефонный код — 4145. Занимает площадь 0,643 км².

## Адрес местного совета
12111, Житомирская область, Хорошевский р-н, с. Крапивня, ул. Чапаева, 2, тел.: 62-2-31